# Maria Schanda
Maria Theresia Rosa Schanda (verehelichte Seyferth; * 30. November 1906 in Großrußbach, Österreich-Ungarn; † nach 1970) war eine österreichische Schauspielerin.

## Leben
Maria Schanda, eine Tochter des Anstreichers Karl Schanda und seiner Frau Maria, geb. Konrad, erhielt ihr erstes Theaterengagement 1930/31 am Deutschen Theater in Mährisch-Ostrau. Es schlossen sich Auftritte am Preußischen Staatstheater Berlin (1932/33) und an den Städtischen Bühnen in Köln an. In diese Zeit fiel auch ihr Filmdebüt: 1933 war Schanda in dem von Heinrich George inszenierten Spielfilm Schleppzug M 17 als Sängerin zu sehen, die in einem Lokal das Chanson „Ist es wirklich wahr?“ vorträgt. Nach diesem kurzen Ausflug ins Filmgeschäft widmete sie sich wieder ausschließlich dem Theater. 1934/35 wurde sie fest an das Schauspielhaus Zürich engagiert. Von 1939 bis 1942 war sie Ensemblemitglied am Deutschen Theater in Prag. Danach folgten Auftritte an diversen Berliner Theatern und am Schauspielhaus in Zürich. Nach dem Krieg gastierte die Schauspielerin abwechselnd an Bühnen in Berlin, Zürich und Hamburg. In den 1950er Jahren trat sie auch wieder vor die Kamera, wirkte in dem Kriminalfilm 0 Uhr 15 Zimmer 9 und in dem Drama Es geschah unter der Mitternachtssonne mit. 1965/66 trat sie letztmals am Deutschen Schauspielhaus Hamburg auf. Bis Anfang der 1970er Jahre war sie noch in mehreren Fernsehproduktionen zu sehen. Danach verliert sich ihre Spur. Über Schandas weiteren Lebensweg ist nichts bekannt.

## Filmografie
- 1933: Schleppzug M 17
- 1950: 0 Uhr 15 Zimmer 9
- 1955: Du darfst nicht länger schweigen
- 1959: Nachtasyl (Fernsehfilm)
- 1961: Die Sache mit dem Ring (Fernsehfilm)
- 1962: Alpenkönig und Menschenfeind (Fernsehfilm)
- 1964: Geschichten aus dem Wienerwald (Fernsehfilm)
- 1966: In seinem Garten liebt Don Perlimplin Belisa (Fernsehfilm)
- 1967: Verbrechen mit Vorbedacht (Fernsehfilm)
- 1969: Adrienne Mésurat (Fernsehfilm)
- 1971: Die Weber (Fernsehfilm)

## Theater
- 1932: Abschied von der Liebe, Schiller-Theater, Berlin
- 1948: Gespenster, Theater an der Kaiserallee Berlin
- 1948: Lysistrata, Berliner Volksbühne
- 1949: Wassa Schelesnowa, Kammerspiele Berlin
- 1951/52: Vor Sonnenuntergang, Deutsches Schauspielhaus Hamburg
- 1959/60: Wallensteins Lager, Schauspielhaus Zürich